# .sm
A .sm San Marino internetes legfelső szintű tartomány kódja, melyet 1995-ben hoztak létre.